# Aspidiphorus orbiculatus
Aspidiphorus orbiculatus är en skalbaggsart som först beskrevs av Leonard Gyllenhaal 1808.  Aspidiphorus orbiculatus ingår i släktet Aspidiphorus, och familjen slemsvampbaggar. Arten är reproducerande i Sverige.